# لوازم خانگی جنرال الکتریک
لوازم خانگی جنرال الکتریک (انگلیسی: GE Appliances) یک تولیدکننده لوازم خانگی آمریکایی است که در لوئیزویل، کنتاکی مستقر است. از سال ۲۰۱۶ اکثراً سهام این شرکت متعلق به شرکت چینی هایر بوده‌است. این یکی از بزرگترین شرکت‌های لوازم خانگی در ایالات متحده است و لوازم خانگی را با مارک‌های مختلفی تولید می‌کند.